# Jean-Christophe Vialettes
Jean-Christophe Vialettes (né le 19 décembre 1967 à Paris) est un athlète français, spécialiste du 800 mètres.

## Biographie
Il remporte cinq titres de champion de France sur 800 m, trois en plein air en 1989, 1991 et 1993, et deux en salle en 1995 et 1996.

### Palmarès
- Championnats de France d'athlétisme :
  - vainqueur du 800 m en 1989, 1991 et 1993
- Championnats de France d'athlétisme en salle :
  - vainqueur du 800 m en 1995 et 1996

### Records
| Épreuve | Performance   | Lieu | Date |
| ------- | ------------- | ---- | ---- |
| 800 m   | 1 min 46 s 34 |      | 1993 |